# Bettina Rossbacher
Bettina Rossbacher (* in Salzburg) ist eine österreichische Profisprecherin, Rezitatorin und Gestalterin literarischer Programme.

## Biografie
Als Tochter zweier Germanisten entwickelte Rossbacher bereits als Kind Interesse und Talent für sprachlichen Ausdruck, Vorlesen, Literatur und Fremdsprachen sowie ein Gefühl für die (eigene) Stimme. Im Alter von sieben Jahren gewann sie einen Schul-Lesewettbewerb; der Preis bestand in dem russischen Kinderbuch „Tscheburaschka und das Krokodil“ von Eduard Uspenski.
Nach der Matura am Musischen Gymnasium Salzburg und einem Sprachenjahr in Madrid schloss Rossbacher 1998 ein Kunstgeschichte-Studium (Universität Salzburg, Universität Perugia, Italien) ab. Nach Volontariaten an der UNESCO in Paris, Museen und Kunstverlagen (Mailand, Aachen, Wien) und einem Übersetzungsauftrag für das Bildungsministerium war sie acht Jahre in der Österreichischen UNESCO-Kommission (Wien) Referentin für Bildungsagenden.
Bis 2009 absolvierte Rossbacher in Wien eine private, umfassende Ausbildung zur Sprecherin und Rezitatorin bei renommierten Profisprechern, Atempädagogen, Phonetikern und Schauspielern – zunächst aus persönlichem Interesse, das sich mit der Zeit zum Berufswunsch entwickelte. Seit 2008 wird sie regelmäßig für Literatur-Lesungen und deren Konzeption gebucht.
Seit 2011 ist Bettina Rossbacher selbständig freiberuflich tätig. Zu ihren Schwerpunkten zählen eigene literarische Programme, häufig in Zusammenarbeit mit professionellen Musikern.
Seit 2012 ist Rossbacher Mitglied des Sprecherteams der Hörbücherei des Blinden- und Sehbehindertenverbandes Österreich.
Neben ihrer Muttersprache Deutsch sind ihre Arbeitssprachen Englisch, Französisch, Italienisch und Spanisch.

## Lesungen (Auswahl)
- Jüdisches Museum Wien: Rose Ausländer
- Literaturforum Leselampe, Salzburg: Ingeborg Bachmann
- Österreichisches Kulturforum Paris / Frederikskirken, Paris: Rose Ausländer
- Literaturhaus Innsbruck: Elfriede Gerstl
- Stadtbibliothek Innsbruck: Maria Theresia – Briefe an ihre Kinder
- Metronomen, Kopenhagen (DK): Rose Ausländer
- Robert Musil Institut, Klagenfurt: Christine Lavant, Elfriede Gerstl
- Albertina, Wien: Maria Theresia – Briefe an ihre Kinder
- Literaturhaus Salzburg/erostepost: Rosa Mayreder
- Österreichische Botschaft Tunis: Marie von Ebner-Eschenbach
- Jüdisches Museum Wien: Eugenie Schwarzwald
- Österreichische Akademie der Wissenschaften, Wien: Festakt 2018 zum Revolutionsjahr 1848 an der Seite von Peter Matic
- Internationales Trakl-Forum, Salzburg: Christine Lavant, Elfriede Gerstl
- Österreichische Galerie Belvedere: Maria Theresia – Briefe an ihre Kinder
- Österreichische Gesellschaft für Literatur, Wien: Paul Celan, Ingeborg Bachmann, Christine Lavant, Joseph Roth, Gina Kaus, Octavio Paz, Ida Pfeiffer u. v. a.
- Lyrik Kabinett, München: Christine Lavant
- Café Museum, Wien: Marie von Ebner-Eschenbach, Lina Loos
- Wienbibliothek im Rathaus: Rosa Mayreder
- Stadt:Bibliothek Salzburg: Carl Zuckmayer, Marie von Ebner-Eschenbach, Kaffeehausliteratur von Peter Altenberg bis Stefan Zweig, Helen Keller u. a.
- Österreichischer P.E.N.-Club: Karlheinz Rossbacher
- Società Dante Alighieri, Wien: Cesare Pavese
- Salzburger Buchwoche: Alexander von Villers
- Designpfad Wien: Lyriklesung Paul Celan

## MP4-Videolesungen (Auswahl)
- Die Weisheit des Laozi. Eine illustrierte Nachdichtung des Dao De Jing (2021)
- Hilde Spiel. Eine Begegnung (2021)
- Rosa Mayreder. Eine Begegnung (2021)
- Marie von Ebner-Eschenbach. Eine Begegnung (2021)
- Rose Ausländer. Eine Begegnung (2021)
- Eugenie Schwarzwald. Eine Begegnung (2020)
- Marlen Haushofer. Eine Begegnung (2020)
- Lina Loos. Eine Begegnung (2020)

## Hörbücher (Auswahl)
- Stefan Zweig: Vierundzwanzig Stunden aus dem Leben einer Frau, hoerbuchedition words & music Berlin 2023, EAN 4066339845404
- Maria Lazar: Die Vergiftung, hoerbuchedition words and music 2019, EAN 4057664491626
- i. A. der Hörbücherei des BSVÖ Wien vertonte sie seit 2012 (Auswahl):
  - Virginia Woolf: Schreiben für die eigenen Augen. Aus den Tagebüchern 1915–1941. FISCHER Taschenbuch 2012
  - Virginia Woolf: Augenblicke des Daseins. Autobiographische Skizzen. S. Fischer 2012
  - Walter Isaacson: Leonardo. Eine Biographie. Ullstein Taschenbuch Verlag 2020
  - Joseph Roth: Werke, Band 4. Köln: Kiepenheuer und Witsch 1976
  - Christine Lavant: Das Wechselbälgchen. Göttingen: Wallstein 2012
  - Soma Morgenstern: Dramen. Feuilletons. Fragmente. Lüneburg: Dietrich zu Klampen-Verlag 2000
  - Emily Dickinson: Sämtliche Gedichte: Zweisprachig. München: Carl Hanser Verlag 2015
  - Joan Schenkar: Die talentierte Miss Highsmith. Zürich: Diogenes 2015
  - Elisabeth De Waal: Donnerstags bei Kanakis. Wien: Zsolnay 2014
  - Tim Bonyhady: Wohllebengasse. Die Geschichte meiner Wiener Familie. Wien: Zsolnay, 2013

## Schriften
- Andreas Nesselthaler (1748–1821). Hofmaler im klassizistischen Salzburg. In: Barockberichte 44/45, Salzburg 2006, S. 911–919.
- Zur Bedeutung der Basisbildung. In: Magazin Erwachsenenbildung.at, Ausg. 1/2007.[1]